# Jean-Philippe Fanfant
Jean-Philippe Fanfant est un batteur né à Paris le 27 juillet 1966, originaire de la Guadeloupe.

## Biographie
Jean-Philippe Fanfant est issu d'une famille de musiciens guadeloupéens depuis trois générations: il est le fils du chanteur et percussionniste Guy Fanfant, et le petit-fils du jazzman Roger Fanfant. Son frère, Thierry Fanfant, est bassiste.
C’est notamment avec Angélique Kidjo qu’il part pour la première fois en tournée à travers le monde avant d’accompagner quelques grands noms de la chanson française tels que Michel Fugain, Julien Clerc, Maxime le Forestier, ou encore Richard Gotainer. 
Il rencontre ensuite Olivier Schultheis qui lui fait intégrer au début des années 2000 l’orchestre de la Nouvelle Star sur M6 puis par la suite la superproduction Mozart l’Opéra Rock en 2009 et enfin l’aventure The Voice sur TF1 sur laquelle il officie de 2012 à 2025.

## Carrière
Jean-Philippe Fanfant joue aussi bien de la variété française, du jazz ou de la musique antillaise. Il a accompagné entre autres Patrick St Eloi, Julien Clerc, Maxime le Forestier, Bernard Lavilliers, Laurent Voulzy, Tania Maria, Mario Canonge, Kassav' ou encore Christophe Maé et Hubert-Félix Thiéfaine. Il a été le batteur attitré de l'orchestre de la Nouvelle Star sur M6 de 2004 à 2009. À noter aussi, en 2005, le projet Sakesho avec Andy Narell, Mario Canonge & Michel Alibo pour l'album We Want You To Say.
En 2012, 2013, 2018, 2019 et de 2021 à 2025, on le retrouve dans le télé-crochet The Voice, la plus belle voix sur TF1. Il est le batteur de Louis Bertignac sur la tournée "Suis-moi". Le 27 avril 2018, il accompagnait Sting et Shaggy dans l’émission Taratata sur France 2 et Sting le 14 juin toujours dans Taratata.
Le 26 juin 2021, Guadeloupe 1 diffuse un documentaire sur son histoire familiale appelé "Fanfant Family".
Le 24 septembre 2021 il sort son premier album studio appelé "Since 1966" en tant qu'auteur- compositeur-interprète chez Klarthe Records, un jazz métissé qui voyage des Caraïbes à l'Afrique de l'ouest, de New York à Paris, avec comme invités, Manu Katché, Anne Sila, Ludovic Louis, Vincent Bidal, Olyza Zamati, Max Mona, Laurent Vernerey, Thierry Fanfant, Franck Nicolas, Andy Narell, Allen Hoist, entre autres.

## Discographie

### Album studio
- 2021 : Since 1966